# Brachyglanis melas
Brachyglanis melas är en fiskart som beskrevs av Eigenmann 1912. Brachyglanis melas ingår i släktet Brachyglanis och familjen Heptapteridae. Inga underarter finns listade.